# GROMACS
GROMACS (GROningen MAchine for Chemical Simulations) é um pacote de dinâmica molecular projetado principalmente para simulações de proteínas, lipídios e ácidos nucleicos. Foi desenvolvido originalmente no departamento de Química Biofísica da Universidade de Groningen e agora é mantido por contribuintes em universidades e centros de pesquisa em todo o mundo. GROMACS é um dos pacotes mais rápidos e mais populares de software disponíveis, e pode ser executado em CPUs, bem como em GPUs. Ele é livre,  de código aberto lançado sob a licença GNU General Public License. A partir da versão 4.6, GROMACS é liberado sob a licença GNU Lesser General Public License.

## História
O projeto GROMACS foi originalmente iniciado em 1991 no Departamento de Química Biofísica da Universidade de Groningen, Holanda (1991-2000). O objetivo era o de construir um sistema de computador dedicado para simulações moleculares paralelas, com base numa arquitetura de anel. As rotinas de dinâmica molecular específicas foram reescritas na linguagem de programação C a partir do programa baseado no Fortran 77 GROMOS, que se desenvolveu no mesmo grupo. 
Desde 2001 o GROMACS é desenvolvido pela equipe de desenvolvimento do GROMACS no Instituto Real de Tecnologia e na Universidade de Uppsala, Suécia.

## Características
O GROMACS é extremamente rápido devido à otimizações algorítmicas e de processador específico, geralmente executando 3-10 vezes mais rápido do que muitos programas de simulação. O GROMACS é operado através de linha de comando, e pode usar arquivos para entrada e saída. O GROMACS fornece progresso do cálculo e feedback de ETA, um visualizador de trajetória e uma extensa biblioteca para análise de trajetória. Em adicional, suporte para diferentes campos de força tornam o GROMACS muito flexível. Ele pode ser executado em paralelo, usando MPI ou threads. O GROMACS contém um script para converter coordenadas moleculares de um arquivo PDB para os formatos que ele usa internamente. Uma vez que um arquivo de configuração para a simulação de várias moléculas (possivelmente incluindo um solvente) tenha sido criado, a execução da simulação real (que pode ser demorada) produz um arquivo de trajetória, descrevendo os movimentos dos átomos ao longo do tempo. Este arquivo de trajetória pode então ser analisado ou visualizado com uma série de ferramentas fornecidas.

### Ovos de páscoa
Em janeiro de 2010, o código fonte do GROMACS continha cerca de 400 acrônimos alternativos para "GROMACS" como piadas entre os desenvolvedores e pesquisadores de bioquímica. Entre estes se inclui "Gromacs Runs On Most of All Computer Systems", "Gromacs Runs One Microsecond At Cannonball Speeds", "Good ROcking Metal Altar for Chronical Sinner", "Working on GRowing Old MAkes el Chrono Sweat", e "Great Red Owns Many ACres of Sand". Eles são selecionados aleatoriamente para aparecer eventualmente em fluxo de saída GROMACS. Em uma ocasião, um desses acrônimos causou ofensa.

## Aplicações
Sob uma licença não-GPL, GROMACS é amplamente usado em  projetos de computação distribuída Folding@home para simulações de enovelamento de proteínas. EvoGrid, um projeto de computação distribuída para evoluir vida artificial, também emprega o GROMACS.